# Wald (Berna)
Wald (toponimo tedesco) è un comune svizzero di 1 171 abitanti del Canton Berna, nella regione di Berna-Altipiano svizzero (circondario di Berna-Altipiano svizzero).

## Storia
Il comune di Wald è stato istituito il 1º gennaio 2004 con la fusione dei comuni soppressi di Englisberg e Zimmerwald.

## Società

### Evoluzione demografica
L'evoluzione demografica è riportata nella seguente tabella:
Abitanti censiti

## Geografia antropica

### Frazioni
- Englisberg[3]
  - Kühlewil
- Zimmerwald[4]
  - Egg
  - Niederhüseren
  - Obermuhlern
  - Waldhof
  - Winzenried